# Belgorod
Belgorod (ryska: Белгород) är en stad i västra Ryssland och är belägen ungefär 4 mil från gränsen till Ukraina. Namnet betyder vita staden och den är administrativ huvudort för Belgorod oblast. Folkmängden uppgår till cirka 380 000 invånare.
Belgorod anlades som fästning 1593.

## Administrativ indelning
Belgorod är indelad i två stadsdistrikt.
| Stadsdistrikt | Invånarantal 9 oktober 2002 | Invånarantal 14 oktober 2010 |
| ------------- | --------------------------- | ---------------------------- |
| Vostotjnyj    | 141 709                     | 141 844                      |
| Zapadnyj      | 195 321                     | 214 558                      |
| TOTALT        | 337 030                     | 356 402                      |